# Сражение на Иерусалимской дороге
Сражение на Иерусалимской дороге (англ. Battle of Jerusalem Plank Road), так же Первое сражение у Велдонской железной дороги — одно из сражений периода осады Петерсберга во время американской гражданской войны. Это было первое из сражений под Питерсбергом, предпринятое для удлинения левого фланга Потомакской армии и перерезания коммуникаций города. 21 июня два федеральных корпуса, II и VI, были отправлены на левый фланг армии, но попали под удар III корпуса Северовирджинской армии, в основном дивизии Уильяма Махоуна. Сражение прошло вничью, Велдонская железная дорога осталась в руках южан, но федеральная армия продолжила растягивать свои укрепления на запад, увеличивая давления на Питерсберг.